# Muehlenbeckia fruticulosa
Muehlenbeckia fruticulosa là một loài thực vật có hoa trong họ Rau răm. Loài này được (Walp.) Standl. mô tả khoa học đầu tiên năm 1937.